# Antocha setigera
Antocha setigera là một loài ruồi trong họ Limoniidae. Chúng phân bố ở miền Cổ bắc.